# Duplexketting
Een duplexketting is een aandrijfketting met een dubbele rij schakels.
Deze werd in het verleden vaak gebruikt voor de primaire transmissie, vroeger soms ook als secundaire ketting bij motorfietsen met hoog vermogen, waar de toen gangbare kettingen niet op berekend waren. De kwaliteit van de moderne aandrijfkettingen is genoeg om met een enkele rij schakels te werken.